# Alfred Kain
Alfred Kain (* 14. Dezember 1927 in Wien; 7. Februar 2010 ebenda) war ein österreichischer Radrennfahrer und nationaler Meister im Radsport.

## Sportliche Laufbahn
Kain war im Straßenradsport aktiv. Er war Unabhängiger und Berufsfahrer von 1951 bis 1956. 1952 siegte er in der nationalen Meisterschaft im Straßenrennen vor Kurt Schneider. Als Radprofi war er 1955 im Grand Prix d’Isbergues erfolgreich. 1955 wurde er Dritter bei Antwerpen–Genk und im Großen Straßenpreis von Hannover. 1954 und 1955 bestritt er die Tour de France. Er schied in beiden Rundfahrten aus. Auch die Vuelta a España 1955 beendete er nicht. An den Straßenradsport-Weltmeisterschaften nahm er 1952, 1953, 1954 und 1956 (jeweils ausgeschieden) teil. 1953 startete er in der Tour de Suisse und beendete er die Rundfahrt nicht.